# Алі Аділ-шах II
Алі Аділ-шах II (1638 — 24 листопада 1672) — султан Біджапуру в 1656—1672 роках.

## Життєпис
Син Мухаммада Аділ-шаха. Посів трон 1656 року за підтримки першого візира Хана Мухаммада і матері Баді-Сахіби. Проте могольський падишах Шах Джахан вирішив оскаржити його права. Шахзаде Аурангзеб повідомив батькові, що Алі Аділ-шах II не є сином покійного Мухаммада Аділ-шаха, що його справжнє походження невідоме і що він був лише вихований у гаремі біджапурського султана. На прохання Аурангзеба 1657 року дозволив вторгнення до Біджапуру. Могольська армія захопила важливі фортеці Бідар та Кальяні, відкривши шлях до столиці султанату. Алі Аділ-шах II розпочав перемовини з Шах Джаханом, в які втрутився шахзаде Дара Шукох, що підтримав біджапурського султана. Шах Джахан наказав Аурангзебу підписати мирний договір з Алі Аділ-шахом II, який зобов'язався передати моголам фортеці Бідар, Кальяні та Паренду, а також заплатити 10 млн рупій контрибуції. Невдовзі Шах Джахан захворів, й Аурангзеб повернувся на до Імперії Великих Моголів для боротьби за владу.
Цими подіями скористалися васальні держави в Карнатаці — повстали Шиваппа, наяк Келаді, та Валмікі, наяк Шорапура, а також князівство Кемпегуда, які намагалися відновити незалежність та повернути свої колишні землі.
Разом з тим раджа Шиваджі розширив володіння за рахунок султанату і створив незалежну державу маратхів, а його дипломатія запобігла будь-якій коаліції Імперії Великих Моголів та Біджапуру проти нього. 1659 року біджапурське військо на чолі із Рустамджаманом зазнало поразки від маратхів в битві біля Колхапуру. 1660 року було завдано поразки Шиваджі, який визнав зверхність султана та поступився частиною земель з важливою фортецею Панхала.
Послаблення держави також спричиняла боротьба між придворними групами, які не зміг приборкати молодий султан. Водночас Аурангзеб (захопив могольський трон 1658 року) знову звернув увагу на Біджапурський султанат, підтримуючи різні групи місцевої знаті.
У 1663, 1664 і 1670 роках зумів відбити могольське вторгнення до султанату, але поступився частиною володінь. Водночас знову вимушен був вести боротьбу проти Шиваджі. Алі Аділ-шах II помер у 1672 році. Його було поховано в мавзолеї Бара Каман у Біджапурі. Спадкував владу його син Сікандар Аділ-шах.

## Культурна діяльність
Його панування відоме розвитком перської та декканської літератури й образотворчого мистецтва. На його замовлення було створено декілька ґрунтовних історичних праць.